# Tetrazol
Tetrazol är en kväveheterocyklisk förening med summaformeln CN4H2. Tetrazoler har ej påträffats i naturen. Tetrazol syntetiserades för första gången genom att låta vattenfri kvävevätesyra reagera med vätecyanid.

## Användningsområden

### Sprängämne
Tetrazol och dess derivat har undersökts i hopp om att de kan ersätta trinitrotoluen eller användas som raketbränsle. Tetrazol och 5-aminotetrazol används ibland i krockkuddar. Tetrazolbaserade sprängämnen bildar ogiftiga produkter som vatten och kvävgas vid förbränning, vilket ses som fördelaktigt.

### Läkemedel
En del läkemedel innehåller tetrazolgrupper, men de är i allmänhet oönskade eftersom tetrazoler vanligtvis är explosiva. Angiotensin II-receptorantagonister innehåller ofta tetrazolgrupper, såsom losartan och valsartan.

## Andra kväveheterocykler med fem atomer i ringen
- Pyrrol har en kväveatom.
- Imidazol har två icke-intilliggande kväveatomer.
- Pyrazol har två intilliggande kväveatomer.
- Triazol har tre kväveatomer.